# Colpospira swainsiana
Colpospira swainsiana is een slakkensoort uit de familie van de Turritellidae. De wetenschappelijke naam van de soort is voor het eerst geldig gepubliceerd in 1982 door Garrard.